# أفريلي (أورن)
أفريلي هي بلدية في أورن في شمال غرب فرنسا.